# Harry Souttar
Harry James Souttar, född 22 oktober 1998 i Aberdeen, är en australisk-skotsk fotbollsspelare som spelar för engelska Sheffield United, på lån från Leicester City. Han spelar även för Australiens landslag.

## Klubbkarriär
I februari 2021 skrev Souttar på ett nytt flerårskontrakt med engelska Stoke City. Den 31 januari 2023 värvades Souttar av Leicester City, där han skrev på ett 5,5-årskontrakt. Den 6 augusti 2024 lånades Souttar ut till Sheffield United på ett säsongslån.

## Landslagskarriär
Souttar debuterade för Australiens landslag den 10 oktober 2019 i en 5–0-vinst över Nepal, där han även gjorde två mål. I sin andra landskamp gjorde Souttar sedan återigen två mål i en 7–1-vinst över Taiwan. Han har varit en del av Australiens trupp vid VM 2022.